# Kardynałowie z nominacji Juliusza II
Papież Juliusz II (1503–1513) mianował 27 kardynałów na sześciu konsystorzach:

## 29 listopada 1503
Kościoły tytularne zostały nadane 6 grudnia 1503:
1. Clemente Grosso della Rovere OFM, kuzyn papieża i biskup Mende – kardynał prezbiter Ss. XII Apostoli, zm. 18 sierpnia 1504
2. Galeotto Franciotti della Rovere, siostrzeniec papieża i biskup Lukki – kardynał prezbiter S. Pietro in Vincoli, zm. 11 września 1508
3. François Guillaume de Clermont, arcybiskup Narbonne – kardynał prezbiter S. Adriano, następnie kardynał prezbiter S. Stefano in Monte Celio (2 maja 1509) i kardynał biskup Tusculum[1] (18 grudnia 1523), zm. 2 marca 1541
4. Juan Zúñiga y Pimentel, arcybiskup Sewilli – kardynał prezbiter Ss. Nereo ed Achilleo, zm. 26 lipca 1504

## 1 grudnia 1505
1. Marco Vigerio della Rovere OFM, biskup Senigalli, gubernator Zamku św. Anioła – kardynał prezbiter S. Maria in Trastevere (tytuł nadany 17 grudnia 1505), następnie kardynał biskup Palestriny (29 października 1511), zm. 18 lipca 1516
2. Robert Guibé, biskup Rennes – kardynał prezbiter S. Anastasia (tytuł nadany 17 grudnia 1505), zm. 9 listopada 1513
3. Leonardo Grosso della Rovere, kuzyn papieża i biskup Agen – kardynał prezbiter Ss. XII Apostoli (tytuł nadany 17 grudnia 1505), następnie kardynał prezbiter S. Susanna (15 września 1508), kardynał prezbiter S. Pietro in Vincoli (9 marca 1517), zm. 17 września 1520
4. Antonio Ferrero, biskup Gubbio, prefekt Domu Papieskiego – kardynał prezbiter S. Vitale (tytuł nadany 17 grudnia 1505), zm. 23 lipca 1508
5. Francesco Alidosi, biskup Pawii, skarbnik generalny Kamery Apostolskiej – kardynał prezbiter Ss. Nereo ed Achilleo (tytuł nadany 17 grudnia 1505), następnie kardynał prezbiter S. Cecilia (11 sierpnia 1506), zm. 24 maja 1511
6. Gabriele de’ Gabrielli, biskup Urbino – kardynał prezbiter S. Agata in Suburra (tytuł nadany 17 grudnia 1505), następnie kardynał prezbiter S. Prassede (11 września 1507), zm. 5 listopada 1511
7. Fazio Giovanni Santori, biskup Ceseny, datariusz papieski – kardynał prezbiter S. Sabina (tytuł nadany 17 grudnia 1505), zm. 22 marca 1510
8. Carlo Domenico del Carretto, tytularny arcybiskup elekt Teb – kardynał diakon Ss. Vito e Modesto (tytuł nadany 17 grudnia 1505), następnie kardynał prezbiter S. Nicola inter Imagines (5 listopada 1509[2]), kardynał prezbiter S. Cecilia (29 września 1513), zm. 15 sierpnia 1514
9. Sigismondo Gonzaga, protonotariusz apostolski, brat markiza Mantui Franciszka II – kardynał diakon S. Maria Nuova (tytuł nadany 16 grudnia 1506), zm. 3 października 1525

## 18 grudnia 1506
Wszystkie nominacje in pectore, ogłoszone 17 maja 1507.
1. Jean-François de la Trémoille, arcybiskup Auch – kardynał prezbiter bez tytułu, zm. w czerwcu 1507
2. René de Prie, biskup Bayeaux – kardynał prezbiter S. Lucia in Septisolio (tytuł nadany 17 maja 1507), następnie kardynał prezbiter S. Vitale (2 maja 1509), kardynał prezbiter S. Sabina (17 marca 1511); pozbawiony urzędu i ekskomunikowany 24 października 1511 za bunt przeciw Juliuszowi II; 24 kwietnia 1514 zrehabilitowany jako kardynał prezbiter S. Sabina[3], zm. 9 września 1516
3. Louis d’Amboise, biskup Alby – kardynał prezbiter Ss. Marcellino e Pietro (tytuł nadany 11 stycznia 1510), zm. 17 września 1510

## 17 maja 1507
1. Francisco Jiménez de Cisneros OFM, arcybiskup Toledo – kardynał prezbiter S. Balbina, zm. 8 listopada 1517

## 11 września 1508
1. Sisto Gara della Rovere, siostrzeniec papieża – kardynał prezbiter S. Pietro in Vincoli, zm. 8 marca 1517

## 10 marca 1511
1. Christopher Bainbridge, arcybiskup Yorku i ambasador króla Anglii Henryka VIII – kardynał prezbiter Ss. Marcellino e Pietro (tytuł nadany 17 marca 1511), następnie kardynał prezbiter S. Prassede (22 grudnia 1511), zm. 14 lipca 1514
2. Antonio Maria Ciocchi del Monte, arcybiskup Manfredonii, audytor Kamery Apostolskiej i Roty Rzymskiej – kardynał prezbiter S. Vitale (tytuł nadany 17 marca 1511), następnie kardynał prezbiter S. Prassede (14 lipca 1514), kardynał biskup Albano (24 lipca 1521), kardynał biskup Tusculum (9 grudnia 1523), kardynał biskup Palestriny (18 grudnia 1523), kardynał biskup Sabiny (20 maja 1524), kardynał biskup Porto e Santa Rufina (15 czerwca 1524), zm. 20 września 1533
3. Pietro Accolti, biskup Ankony, wikariusz Rzymu, audytor Roty Rzymskiej – kardynał prezbiter S. Eusebio (tytuł nadany 17 marca 1511), następnie kardynał biskup Albano (9 grudnia 1523), kardynał biskup Palestriny (20 maja 1524), kardynał biskup Sabiny (15 czerwca 1524), zm. 12 grudnia 1532
4. Achille Grassi, biskup Citta di Castello, audytor Roty Rzymskiej – kardynał prezbiter S. Sisto (tytuł nadany 17 marca 1511), następnie kardynał prezbiter S. Maria in Trastevere (6 lipca 1517), zm. 22 listopada 1523
5. Francesco Argentino, biskup Concordii i datariusz papieski – kardynał prezbiter S. Clemente (tytuł nadany 17 marca 1511), zm. 23 sierpnia 1523
6. Matthäus Schinner, biskup Sion – kardynał prezbiter S. Pudenziana (tytuł nadany 22 września 1511)[4], zm. 30 września 1522
7. Bandinello Sauli, biskup Gerace e Oppido – kardynał diakon S. Adriano (tytuł nadany 17 marca 1511), następnie kardynał prezbiter S. Sabina (12 stycznia 1512)[3], kardynał prezbiter S. Maria in Trastevere (1517?); pozbawiony urzędu 22 czerwca 1517; zrehabilitowany 31 lipca 1517 jako kardynał prezbiter bez tytułu, zm. 29 marca 1518
8. Alfonso Petrucci, biskup elekt Sovany – kardynał diakon S. Teodoro (tytuł nadany 17 marca 1511); pozbawiony urzędu 22 czerwca 1517 za udział w zamachu na papieża Leona X; zm. 16 lipca 1517

### Sekretna nominacja ogłoszona 19 listopada 1512
1. Matthäus Lang von Wellenburg, biskup Gurk – kardynał diakon S. Angelo in Pescheria[5] (tytuł nadany 24 listopada 1512[6]), następnie kardynał prezbiter S. Angelo in Pescheria (8 sierpnia 1519), kardynał prezbiter bez tytułu (18 grudnia 1534), kardynał biskup Albano (26 lutego 1535), zm. 30 marca 1540